# Varazze
Varazze es un municipio italiano, en la Provincia de Savona, región de Liguria. Tiene unos 14.933 habitantes. Se extiende por un área de 47,97 km² y una densidad de población de 285 hab/km².
La primera fuente histórica sobre el nombre del pueblo es la Tabula Peutingeriana, del siglo X, con el topónimo de Varagine. Se constituye en municipio autónomo en 1227, convirtiéndose pocos años después en parte de la República de Génova. Pasó a formar parte de Francia cuando Napoleón Bonaparte decretó la disolución de la república genovesa en 1798. A partir de 1815, tras la caída del emperador francés, es parte integrante del reino de Piamonte-Cerdeña y luego, con la unificación, del Reino de Italia en 1861.

## Evolución demográfica
| Gráfica de evolución demográfica de Varazze entre 1861 y 2001 |
|                                                               |
| Fuente ISTAT - elaboración gráfica de Wikipedia               |